# Calles 47 y 50–Rockefeller Center (línea de la Sexta Avenida)
La estación de las Calles 47 y 50–Rockefeller Center es una estación en la línea de la Sexta Avenida del Metro de Nueva York de la B del Independent Subway System (IND). La estación se encuentra localizada en Midtown Manhattan entre la Calle 47, Calle 50 y la Avenida de las Americas y el famoso Rockefeller Center. La estación es servida por varios trenes todo el tiempo de los servicios , ,  y .